# Codex Argenteus

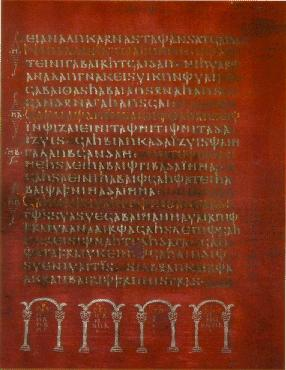
titulní list Codex Argenteus

Codex Argenteus také Stříbrná Bible je ruční přepis ze 6. století, který obsahuje gótský překlad bible biskupa Wulfily ze 4. století. Z původních 336 listů se zachovalo a bylo zrestaurováno 188. Obsahem těchto listů je překlad významné části čtyř evangelií. Text evangelií je napsán stříbrným inkoustem na růžovém pergamenu. Desky knihy jsou ze stříbra a bohatě zdobené. Kniha je vystavena v přízemí univerzitní knihovny Carolina Rediviva v Uppsale, Švédsko.
Evangelia jsou napsána gótským písmem, které vzniklo za účelem sepsání Wulfilova překladu. Toto písmo je známo především díky tomuto spisu. Stříbrná Bible byla součástí sbírek českého krále Rudolfa II. Habsburského, odkud byla v posledních dnech třicetileté války švédskými vojsky odcizena jako válečná kořist a přepravena do Švédska.
V květnu 2011 byla Stříbrná Bible zařazena na seznam světového dědictví UNESCO. Tímto aktem bylo oficiálně potvrzeno švédské vlastnictví této unikátní knihy.